# Davis B. Bobrow
Davis Bernard Bobrow (meist Davis B. Bobrow, * 1936) ist ein US-amerikanischer Politikwissenschaftler und emeritierter Professor an der University of Pittsburgh. Sein Fachgebiet sind die Internationalen Beziehungen. 1996/97 amtierte er als Präsident der International Studies Association (ISA)
Bobrow machte 1955 und 1956 zwei Bachelor-Examen an der University of Chicago sowie 1958 eines an der University of Oxford. 1962 wurde er am Massachusetts Institute of Technology zum Ph.D. promoviert. Bevor er 1988 an die University of Pittsburgh kam, war er Professor an der University of Minnesota (1970–74) und der University of Maryland (1974–1988).

## Schriften (Auswahl)
- Als Herausgeber: Hegemony constrained. Evasion, modification, and resistance to American foreign policy. University of Pittsburgh Press, Pittsburgh 2008, ISBN 9780822943426.
- Als Herausgeber: Prospects for international relations. Conjectures about the next millennium. Blackwell Publishers, Malden 1999, ISBN 0631218297.
- International relations. New approaches. Free Press, New York 1972.
- Als Herausgeber: Weapons system decisions. Political and psychological perspectives on continental defense. Praeger, New York 1969.